# 火燒店 (柳營區)
火燒店，是臺灣臺南市柳營區的一個傳統地域名稱，位於該區西北部。相較於今日行政區，其範圍大致為人和里不含東端與西南端、八翁里最北端、士林里西北部。
火燒店位在茅港尾港（今下營）與鹽水港（今鹽水）之間的路上，為鐵線橋保21庄之一。由於該聚落是吳家所開墾，故以吳為大姓，附近田地也大多為吳家所有。

## 歷史
歷來屬鐵線橋堡。明治37年（1904年）4月，將火燒店、下窩、急水溪三庄整併為新的「火燒店庄」。1920年10月後改為火燒店大字，屬臺南州新營郡柳營庄。戰後以火燒店大字之範圍為一村，行政區劃上稱為人和村。
其地名由來據說是昔日在此有一間很受歡迎的碗粿店，由於生意很好而被稱為「好銷店」，後來音轉成「火燒店」。亦有說火燒是形容其生意好得像火燒一樣，或說是因為碗粿店的碗粿口味很好而稱「好吃店」，後來訛傳成「火燒店」。
當地出身的代表人物有：創作《關子嶺之戀》、《暗淡的月》等知名臺語歌曲的吳晉淮。

## 其他
- 此處在日治時期後，有運蔗的臺灣糖業鐵路經過（但未設站），民間有說法稱地名係因為火車的蔗葉、火苗掉落引發大火而產生。但由於清朝時已出現此地名[2]，故純屬附會。
- 上述糖業鐵路現今仍然行駛，即新營糖廠中興＝八老爺觀光列車，地方目前正爭取設站，並結合吳晉淮故居成為觀光景點[4]。